# Act a Fool
Albums de King Tee
At Your Own Risk
(1990)
Singles
1. Paybacks a Mutha
Sortie : 1987
2. The Coolest
Sortie : 1987
3. Act a Fool
Sortie : 1989

Act a Fool est le premier album studio de King Tee, sorti le 16 novembre 1988.
L'album s'est classé 35e au Top R&B/Hip-Hop Albums et 125e au Billboard 200.

## Liste des titres
| No  | Titre                                                                     | Contient un (des) sample(s) de | Durée |
| --- | ------------------------------------------------------------------------- | --- | ----- |
| 1.  | Act a Fool (Produit par DJ Pooh)                                          | Give the Baby Anything the Baby Wants de Joe Tex Lover Jones de Johnny « Guitar » Watson The Back Down de Richard Pryor I Gotcha de Joe Tex 6 in the Mornin' d'Ice-T Payback's a Mutha de King Tee | 4:16  |
| 2.  | Ko Rock Stuff (Produit par DJ Pooh)                                       | Cardova des Meters Cold Chillin' in the Spot de Jazzy Jay featuring Russell Simmons The Payback de James Brown Unity (Pt. 2 - Because It's Coming) d'Afrika Bambaataa et James Brown La Di Da Di de Doug E. Fresh et Slick Rick Basketball de Kurtis Blow D'Ya Like Scratchin'? de Malcolm McLaren & World's Famous Supreme Team I Can't Live Without My Radio de LL Cool J Bass (Original) de King Tee Payback's a Mutha de King Tee Peter Piper de Run–DMC | 3:50  |
| 3.  | The Coolest (Produit par DJ Pooh)                                         | Cissy Strut des Meters Hit It Run de Run–DMC Payback's a Mutha de King Tee Miuzi Weighs a Ton de Public Enemy | 5:17  |
| 4.  | Flirt (Produit par DJ Pooh)                                               | Flirt de Cameo Gordy's Groove (Opie's Remix) de Fresh Gordon AJ Scratch de Kurtis Blow Eric B. Is President d'Eric B. & Rakim I Know You Got Soul d'Eric B. & Rakim Sucker D.J.'s (I Will Survive) de Dimples D Bass (Original) de King Tee | 3:47  |
| 5.  | Baggin' on Moms (Produit par King Tee)                                    | | 2:04  |
| 6.  | Bass (Remix) (Produit par DJ Pooh)                                        | | 4:41  |
| 7.  | Let's Dance (Produit par DJ Pooh)                                         | Impeach the President des Honey Drippers Bass de King Tee Let's Dance (Make Your Body Move) de West Street Mob So Ruff, So Tuff de Roger Live Wire des Meters Get Up (I Feel Like Being a) Sex Machine de James Brown Play That Beat Mr. D.J. de G.L.O.B.E. & Whiz Kid | 3:29  |
| 8.  | Guitar Playin' (Produit par DJ Pooh et King Tee)                          | Funky Drummer de James Brown Slippin' Into Darkness de War Triple Threat des Z-3 MC's You're a Customer d'EPMD It's My Turn de Dezo Daz featuring DJ Slip Change the Beat (Female Version) de Beside | 5:20  |
| 9.  | Payback's a Mutha (Produit par DJ Pooh)                                   | The Payback de James Brown Different Strokes de Syl Johnson My Thang de James Brown I Gotcha de Joe Tex | 4:32  |
| 10. | Just Clowning (featuring Breeze et Mixmaster Spade – Produit par DJ Pooh) | That's the Joint de Funky 4 + 1 Aqua Boogie (A Psychoalphadiscobetabioaquadoloop) de Parliament | 4:40  |
| 11. | I Got a Cold (Produit par King Tee)                                       | | 0:42  |